# Segunda División 2024–25
La Liga 2 2024–25, còn được gọi là LALIGA HYPERMOTION vì lý do tài trợ, là mùa giải thứ 94 của Segunda División kể từ khi giải được thành lập ở Tây Ban Nha. Giải đấu bắt đầu vào ngày 15 tháng 8 năm 2024 và kết thúc vào ngày 21 tháng 6 năm 2025.

## Các đội bóng

### Thay đổi đội
| Thăng hạng từ Primera Federación 2023–24 | Xuống hạng từ La Liga 2023–24 | Thăng hạng lên La Liga 2024–25 | Xuống hạng Primera Federación 2024–25    |
| ---------------------------------------- | ----------------------------- | ------------------------------ | ---------------------------------------- |
| Castellón Deportivo Málaga Córdoba       | Almería Granada Cádiz         | Valladolid Leganés Espanyol    | Amorebieta Alcorcón Andorra Villarreal B |

Đây sẽ là mùa giải đầu tiên kể từ mùa giải 2006–07 mà không có bất kỳ đội nào từ Catalonia, cũng như là mùa giải đầu tiên không có bất kỳ đội nào từ Cộng đồng Madrid kể từ mùa giải 2007–08 và không có bất kỳ đội dự bị nào kể từ mùa giải 2020–21.

### Thăng hạng và xuống hạng (trước mùa giải)
Tổng cộng có 22 đội sẽ tham gia giải đấu, bao gồm 15 đội từ mùa giải 2023–24, ba đội xuống hạng từ La Liga 2023–24 và bốn đội thăng hạng từ Primera Federación 2023–24.
Các đội thăng hạng lên La Liga
Vào ngày 26 tháng 5 năm 2024, Real Valladolid trở thành đội đầu tiên được thăng hạng, về mặt toán học, sau chiến thắng 3-2 trước Villarreal B. Đội thứ hai được thăng hạng là Leganés, sau chiến thắng 2–0 trước Elche vào ngày 2 tháng 6 năm 2024, qua đó trở lại sau 4 mùa giải vắng bóng và cũng được thăng hạng lên La Liga lần thứ hai trong lịch sử của họ. Đội thứ ba được thăng hạng là Espanyol, sau khi đánh bại Oviedo trong trận chung kết play-off thăng hạng, trở lại sau một mùa giải vắng mặt.
Các đội xuống hạng từ La Liga
Đội đầu tiên xuống hạng khỏi La Liga là Almería, sau trận thua 3–1 trước Getafe vào ngày 27 tháng 4 năm 2024, kết thúc hai năm ở La Liga. Đội thứ hai xuống hạng là Granada, sau khi Mallorca đánh bại Las Palmas 1-0, kết thúc một năm trụ hạng của họ. Đội thứ ba và cuối cùng xuống hạng là Cádiz, sau trận hòa 0–0 trước Las Palmas vào ngày 19 tháng 5 năm 2024, kết thúc 4 năm ở La Liga.
Các đội xuống hạng Primera Federación
Ba đội xuống hạng đầu tiên là Andorra, Alcorcón và Villarreal B sau khi thua các trận đấu tương ứng vào ngày 26 tháng 5 năm 2024. Alcorcón trở lại giải hạng Ba sau 1 năm, trong khi Andorra và Villarreal B trở lại giải hạng Ba sau 2 năm ở giải hạng Hai. Vào ngày 2 tháng 6 năm 2024, Amorebieta trở thành đội cuối cùng phải xuống hạng Ba chỉ sau một mùa giải ở giải hạng Hai.
Các đội thăng hạng từ Primera Federación
Vào ngày 5 tháng 5 năm 2024, Castellón trở thành đội đầu tiên thăng hạng lên hạng Hai sau chiến thắng 3–2 trước Real Murcia, giành quyền thăng hạng trực tiếp sau ba năm ở hạng Ba. Đội thứ hai được thăng hạng là Deportivo La Coruña sau chiến thắng trước Barcelona Atlètic vào ngày 12 tháng 5 năm 2024, kết thúc 4 mùa giải ở giải hạng Ba. Vào ngày 22 tháng 6 năm 2024, Málaga trở thành đội thứ ba giành quyền thăng hạng Segunda División, trở lại sau một năm vắng bóng. Vào ngày 23 tháng 6 năm 2024, Córdoba trở thành đội cuối cùng được thăng hạng lên Segunda División, trở lại sau 5 năm vắng bóng.

### Sân vận động
| Đội                 | Địa điểm               | Sân vận động              | Sức chứa |
| ------------------- | ---------------------- | ------------------------- | -------- |
| Albacete            | Albacete               | Carlos Belmonte           | 17.524   |
| Almería             | Almería                | Power Horse               | 15.000   |
| Burgos              | Burgos                 | El Plantío                | 12.194   |
| Cádiz               | Cádiz                  | Nuevo Mirandilla          | 20.724   |
| Cartagena           | Cartagena              | Cartagonova               | 15.105   |
| Castellón           | Castellón de la Plana  | Castàlia                  | 15.500   |
| Córdoba             | Córdoba                | El Arcángel               | 20.989   |
| Deportivo La Coruña | A Coruña               | Abanca-Riazor             | 32.660   |
| Eibar               | Eibar                  | Ipurúa                    | 8.164    |
| Elche               | Elche                  | Martínez Valero           | 31.388   |
| Eldense             | Elda                   | Nuevo Pepico Amat         | 4.036    |
| Granada             | Granada                | Los Cármenes mới          | 19.189   |
| Huesca              | Huesca                 | El Alcoraz                | 9.100    |
| Levante             | Valencia               | Ciutat de València        | 26.354   |
| Málaga              | Málaga                 | La Rosaleda               | 30.044   |
| Mirandés            | Miranda de Ebro        | El Anduva                 | 5.759    |
| Oviedo              | Oviedo                 | Carlos Tartiere           | 30.500   |
| Racing Ferrol       | Ferrol                 | A Malata                  | 12.043   |
| Racing Santander    | Santander              | El Sardinero              | 22.222   |
| Sporting Gijón      | Gijón                  | El Molinón                | 29.371   |
| Tenerife            | Santa Cruz de Tenerife | Heliodoro Rodríguez López | 22.824   |
| Zaragoza            | Zaragoza               | La Romareda               | 33.608   |

### Nhân sự và tài trợ
| Đội                 | Huấn luyện viên trưởng   | Đội trưởng        | Nhà sản xuất trang phục | Nhà tài trợ trang phục        | Nhà tài trợ trang phục |
| Đội                 | Huấn luyện viên trưởng   | Đội trưởng        | Nhà sản xuất trang phục | Chính                         | Khác0 |
| ------------------- | ------------------------ | ----------------- | ----------------------- | ----------------------------- | --- |
| Albacete            | Alberto González         | Riki              | Adidas                  | Globalcaja                    | Danh sách - - Hông: không - Sau: Iner Energía - Tay áo: None - Quần: Ven-Invest, En un lugar de tu vida                                                          |
| Almería             | Rubi                     | Lucas Robertone   | Castore                 | DAZN                          | Danh sách - - Hông: không - Sau: không - Tay áo: không - Quần: Kudu                                                                                              |
| Burgos              | Luis Miguel Ramis        | Raúl Navarro      | Adidas                  | Digi                          | Danh sách - - Hông: Burgos 2031 Renacimiento - Sau: Beroil Energía - Tay áo: Cajaviva Caja Rural - Quần: Hospital Recoletas Salud Burgos, VTBatteries Exide      |
| Cádiz               | Gaizka Garitano          | Álex Fernández    | Macron                  | Silbö Telecom                 | Danh sách - - Hông: Cádiz Turismo - Sau: Cádiz Turismo, Hospitales Pascual - Tay áo: Wehumans - Quần: Wehumans                                                   |
| Cartagena           | Guillermo Fernández Romo | Pedro Alcalá      | Macron                  | Avatel Telecom                | Danh sách - - Hông: Caravaca de la Cruz 2024 - Año Jubilar - Sau: Ribera Salud - Tay áo: Cartagena - Quần: không                                                 |
| Castellón           | Johan Plat               | Salva Ruiz        | Macron                  | không                         | Danh sách - - Hông: không - Sau: Globeenergy - Tay áo: RepCar STILL - Quần: Pudgy Penguins, Castellón Capital del Deporte                                        |
| Deportivo La Coruña | Johan Plat               | Salva Ruiz        | Macron                  | không                         | Danh sách - - Hông: không - Sau: Globeenergy - Tay áo: RepCar STILL - Quần: Pudgy Penguins, Castellón Capital del Deporte                                        |
| Granada             | Pacheta                  | Carlos Neva       | Adidas                  | Saiko                         | Danh sách - - Hông: không - Sau: Wiber - Tay áo: Caja Rural Granada - Quần: không                                                                                |
| Huesca              | Antonio Hidalgo          | Jorge Pulido      | Soka                    | Tu Provincia Huesca La Magia  | Danh sách - - Hông: không - Sau: Kuhn, Sommos - Tay áo: Griffin Core Solutions - Quần: Hinaco Constructora Inmobiliaria, Cervezas Ámbar                          |
| Levante             | Julián Calero            | José Luis Morales | Macron                  | Marcos Automoción             | Danh sách - - Hông: không - Sau: Silbö Telecom - Tay áo: Levante Blau Home - Quần: không                                                                         |
| Málaga              | Sergio Pellicer          | Alfonso Herrero   | Hummel                  | Sabor a Málaga                | Danh sách - - Hông: Olin Telecom - Sau: Grupo Dental Clinics, Benahavís - Tay áo: Málaga - Quần: MGS Seguros, Costa del Sol                                      |
| Mirandés            | Alessio Lisci            | Tachi             | Adidas                  | Miranda Empresas              | Danh sách - - Hông: không - Sau: Bodegas Izadi - Tay áo: không - Quần: Alucoil                                                                                   |
| Oviedo              | Veljko Paunović          | Santi Cazorla     | Adidas                  | Digi                          | Danh sách - - Hông: Oviedo, origen del Camino - Sau: Exiom Group, Hyundai Asturdai - Tay áo: Integra Energia - Quần: Guanajuato Vive Grandes Historias, DEXTools |
| Racing Ferrol       | Alejandro Menéndez       | David Castro      | Adidas                  | Estrella Galicia 0,0          | Danh sách - - Hông: không - Sau: Ferrol, Prace - Tay áo: A Coruña, unha provincia por descubrir - Quần: Ferrol                                                   |
| Racing Santander    | José Alberto López       | Íñigo Sainz-Maza  | Austral                 | Plenitude                     | Danh sách - - Hông: Cantabria Telecom - Sau: Banco Santander, Leche El Buen Pastor - Tay áo: MGS Seguros - Quần: Raisan, Camarsa                                 |
| Sporting Gijón      | Asier Garitano           | Nacho Méndez      | Puma                    | Siroko                        | Danh sách - - Hông: không - Sau: không - Tay áo: Integra Energia - Quần: Esfer, Cyasa Nissan                                                                     |
| Tenerife            | Álvaro Cervera           | Aitor Sanz        | Hummel                  | Tenerife! Despierta Emociones | Danh sách - - Hông: không - Sau: DISA, Islas Canarias Latitud de vida - Tay áo: Egatesa - Quần: Volkswagen, Eave                                                 |
| Zaragoza            | Gabi                     | Francho Serrano   | Adidas                  | Caravan Fragancias            | Danh sách - - Hông: không - Sau: Kosner, Cervezas Ámbar - Tay áo: MGS Seguros - Quần: ACYF Group, Embou                                                          |

### Thay đổi huấn luyện viên
| Đội                 | HLV ra đi            | Lý do                    | Ngày ra đi | Vị trí trên BXH | HLV đến                   | Ngày ký         |
| ------------------- | -------------------- | ------------------------ | ---------- | --------------- | ------------------------- | --------------- |
| Levante             | Felipe Miñambres     | Trở lại vai trò giám đốc | 2/6/2024   | Trước mùa giải  | Julián Calero             | 8/6/2024        |
| Granada             | José Ramón Sandoval  | Hết hợp đồng             | 30/6/2024  | Trước mùa giải  | Guille Abascal            | 19/6/2024       |
| Almería             | Pepe Mel             | Hết hợp đồng             | 30/6/2024  | Trước mùa giải  | Rubi                      | 3/6/2024        |
| Cádiz               | Mauricio Pellegrino  | Hết hợp đồng             | 30/6/2024  | Trước mùa giải  | Paco López                | 1/6/2024        |
| Elche               | Sebastián Beccacece  | Hết hợp đồng             | 30/6/2024  | Trước mùa giải  | Eder Sarabia              | 24/6/2024       |
| Tenerife            | Asier Garitano       | Hết hợp đồng             | 30/6/2024  | Trước mùa giải  | Óscar Cano                | 3/6/2024        |
| Cartagena           | Julián Calero        | Hết hợp đồng             | 30/6/2024  | Trước mùa giải  | Abelardo Fernández        | 6/6/2024        |
| Sporting Gijón      | Miguel Ángel Ramírez | Hết hợp đồng             | 30/6/2024  | Trước mùa giải  | Rubén Albés               | 22/6/2024       |
| Eldense             | Fernando Estévez     | Hết hợp đồng             | 30/6/2024  | Trước mùa giải  | Dani Ponz                 | 25/6/2024       |
| Oviedo              | Luis Carrión         | Hết hợp đồng             | 30/6/2024  | Trước mùa giải  | Javier Calleja            | 6/7/2024        |
| Tenerife            | Óscar Cano           | Sa thải                  | 15/9/2024  | thứ 22          | Pepe Mel                  | 16/9/2024       |
| Granada             | Guille Abascal       | Sa thải                  | 20/9/2024  | thứ 16          | Fran Escribá              | 23/9/2024       |
| Cartagena           | Abelardo Fernández   | Sa thải                  | 25/9/2024  | thứ 20          | Jandro Castro             | 25/9/2024       |
| Deportivo La Coruña | Imanol Idiakez       | Sa thải                  | 28/10/2024 | thứ 20          | Óscar Gilsanz             | 31/10/2024      |
| Burgos              | Bolo                 | Sa thải                  | 28/10/2024 | thứ 16          | Michu (tạm quyền)         | 29 October 2024 |
| Burgos              | Michu                | Hết tạm quyền            | 31/10/2024 | thứ 16          | Luis Miguel Ramis         | 31/10/2024      |
| Cádiz               | Paco López           | Sa thải                  | 8/12/2024  | thứ 19          | Gaizka Garitano           | 8/12/2024       |
| Zaragoza            | Víctor Fernández     | Từ chức                  | 18/12/2024 | thứ 13          | David Navarro (tạm quyền) | 19/12/2024      |
| Tenerife            | Pepe Mel             | Sa thải                  | 23/12/2024 | thứ 22          | Álvaro Cervera            | 23/12/2024      |
| Zaragoza            | David Navarro        | Hết tạm quyền            | 27/12/2024 | thứ 11          | Miguel Ángel Ramírez      | 27/12/2024      |
| Cartagena           | Jandro Castro        | Sa thải                  | 12/1/2025  | thứ 21          | Guillermo Fernández Romo  | 14/1/2025       |
| Eldense             | Dani Ponz            | Sa thải                  | 18/1/2025  | thứ 19          | José Luis Oltra           | 20/1/2025       |
| Castellón           | Dick Schreuder       | Sa thải                  | 20/1/2025  | thứ 14          | Johan Plat                | 20/1/2025       |
| Racing Ferrol       | Cristóbal Parralo    | Sa thải                  | 20/1/2025  | thứ 20          | Alejandro Menéndez        | 22/1/2025       |
| Eibar               | Joseba Etxeberria    | Sa thải                  | 16/2/2025  | thứ 17          | Beñat San José            | 17/2/2025       |
| Zaragoza            | Miguel Ángel Ramírez | Sa thải                  | 16/3/2025  | thứ 18          | Gabi                      | 17/3/2025       |
| Oviedo              | Javier Calleja       | Sa thải                  | 25/3/2025  | thứ 6           | Veljko Paunović           | 26/3/2025       |
| Sporting Gijón      | Rubén Albés          | Sa thải                  | 6/4/2025   | thứ 17          | Asier Garitano            | 8/4/2025        |
| Granada             | Fran Escribá         | Sa thải                  | 14/5/2025  | thứ 7           | Pacheta                   | 14/5/2025       |

Ghi chú
1. ↑  Ban đầu chỉ là người tạm quyền,[51] Gilsanz được xác nhận là huấn luyện viên của câu lạc bộ vào ngày 5 tháng 11.[52]

## Bảng xếp hạng

### Bảng xếp hạng
| VT | Đội                 | ST | T  | H  | B  | BT | BB | HS  | Đ  | Giành quyền tham dự hoặc xuống hạng |
| -- | ------------------- | -- | -- | -- | -- | -- | -- | --- | -- | ----------------------------------- |
| 1  | Levante (C, P)      | 42 | 22 | 13 | 7  | 69 | 42 | +27 | 79 | Thăng hạng lên La Liga              |
| 2  | Elche (P)           | 42 | 22 | 11 | 9  | 59 | 34 | +25 | 77 | Thăng hạng lên La Liga              |
| 3  | Oviedo (O, P)       | 42 | 21 | 12 | 9  | 56 | 42 | +14 | 75 | Tham dự vòng play-off thăng hạng    |
| 4  | Mirandés            | 42 | 22 | 9  | 11 | 59 | 40 | +19 | 75 | Tham dự vòng play-off thăng hạng    |
| 5  | Racing Santander    | 42 | 20 | 11 | 11 | 65 | 51 | +14 | 71 | Tham dự vòng play-off thăng hạng    |
| 6  | Almería             | 42 | 19 | 12 | 11 | 72 | 55 | +17 | 69 | Tham dự vòng play-off thăng hạng    |
| 7  | Granada             | 42 | 18 | 11 | 13 | 65 | 54 | +11 | 65 |                                     |
| 8  | Huesca              | 42 | 18 | 10 | 14 | 58 | 49 | +9  | 64 |                                     |
| 9  | Eibar               | 42 | 15 | 13 | 14 | 44 | 41 | +3  | 58 |                                     |
| 10 | Albacete            | 42 | 15 | 13 | 14 | 57 | 57 | 0   | 58 |                                     |
| 11 | Sporting Gijón      | 42 | 14 | 14 | 14 | 57 | 54 | +3  | 56 |                                     |
| 12 | Burgos              | 42 | 15 | 10 | 17 | 41 | 48 | −7  | 55 |                                     |
| 13 | Cádiz               | 42 | 14 | 13 | 15 | 55 | 53 | +2  | 55 |                                     |
| 14 | Córdoba             | 42 | 14 | 13 | 15 | 59 | 63 | −4  | 55 |                                     |
| 15 | Deportivo La Coruña | 42 | 13 | 14 | 15 | 56 | 54 | +2  | 53 |                                     |
| 16 | Málaga              | 42 | 12 | 17 | 13 | 42 | 46 | −4  | 53 |                                     |
| 17 | Castellón           | 42 | 14 | 11 | 17 | 65 | 63 | +2  | 53 |                                     |
| 18 | Zaragoza            | 42 | 13 | 12 | 17 | 56 | 63 | −7  | 51 |                                     |
| 19 | Eldense (R)         | 42 | 11 | 12 | 19 | 44 | 63 | −19 | 45 | Xuống hạng Primera Federación       |
| 20 | Tenerife (R)        | 42 | 8  | 12 | 22 | 35 | 55 | −20 | 36 | Xuống hạng Primera Federación       |
| 21 | Racing Ferrol (R)   | 42 | 6  | 12 | 24 | 22 | 64 | −42 | 30 | Xuống hạng Primera Federación       |
| 22 | Cartagena (R)       | 42 | 6  | 5  | 31 | 33 | 78 | −45 | 23 | Xuống hạng Primera Federación       |

1. 1 2  Đối đầu: Oviedo 4–1 Mirandés, Mirandés 1–0 Oviedo; Oviedo xếp trên nhờ hiệu số bàn thắng bại đối đầu.
2. 1 2  Đối đầu: Eibar 1–1 Albacete, Albacete 0–1 Eibar.
3. 1 2 3  Đối đầu: Burgos 2–2 Cádiz, Burgos 3–2 Córdoba, Cádiz 1–1 Burgos, Cádiz 2–0 Córdoba, Córdoba 2–2 Burgos, Córdoba 4–2 Cádiz. Điểm đối đầu: Burgos 6, Cádiz 5, Córdoba 4.
4. 1 2 3  Đối đầu: Deportivo 0–0 Málaga, Deportivo 5–1 Castellón, Málaga 1–1 Deportivo, Málaga 1–0 Castellón, Castellón 2–2 Deportivo, Castellón 2–0 Málaga. Điểm đối đầu: Deportivo 6, Málaga 5, Castellón 4.

### Vị trí theo vòng
Bảng liệt kê vị trí các đội sau mỗi tuần thi đấu. Để duy trì diễn biến theo trình tự thời gian, bất kỳ trận đấu bù nào đều không được tính vào vòng đấu mà chúng được lên lịch ban đầu, mà được tính thêm vào vòng đấu diễn ra ngay sau đó.
| Đội ╲ Vòng     | 1        | 2  | 3  | 4  | 5  | 6  | 7  | 8  | 9  | 10 | 11 | 12 | 13 | 14 | 15 | 16 | 17 | 18 | 19 | 20 | 21 | 22 | 23 | 24 | 25 | 26 | 27 | 28 | 29 | 30 | 31 | 32 | 33 | 34 | 35 | 36 | 37 | 38 | 39 | 40 | 41 | 42 |    |
| -------------- | -------- | -- | -- | -- | -- | -- | -- | -- | -- | -- | -- | -- | -- | -- | -- | -- | -- | -- | -- | -- | -- | -- | -- | -- | -- | -- | -- | -- | -- | -- | -- | -- | -- | -- | -- | -- | -- | -- | -- | -- | -- | -- | -- |
| Đội ╲ Vòng     | Albacete | 5  | 2  | 3  | 10 | 13 | 9  | 14 | 15 | 14 | 12 | 15 | 14 | 14 | 14 | 14 | 14 | 13 | 12 | 13 | 14 | 15 | 14 | 16 | 13 | 16 | 13 | 15 | 17 | 16 | 17 | 16 | 13 | 9  | 12 | 13 | 13 | 9  | 11 | 10 | 11 | 10 | 10 |
| Almería        | 12       | 7  | 8  | 12 | 17 | 17 | 20 | 17 | 19 | 17 | 12 | 13 | 13 | 12 | 9  | 8  | 2  | 3  | 2  | 1  | 1  | 1  | 1  | 3  | 2  | 6  | 6  | 7  | 7  | 7  | 7  | 7  | 7  | 7  | 7  | 8  | 7  | 6  | 6  | 6  | 6  | 6  |    |
| Burgos         | 2        | 4  | 11 | 6  | 5  | 3  | 2  | 4  | 9  | 13 | 13 | 16 | 16 | 17 | 19 | 17 | 18 | 16 | 15 | 17 | 16 | 15 | 18 | 18 | 18 | 18 | 18 | 18 | 18 | 16 | 11 | 10 | 10 | 9  | 9  | 9  | 11 | 12 | 11 | 12 | 12 | 12 |    |
| Cádiz          | 22       | 18 | 19 | 13 | 12 | 10 | 15 | 18 | 16 | 19 | 20 | 17 | 18 | 18 | 15 | 16 | 17 | 19 | 17 | 18 | 18 | 18 | 17 | 14 | 14 | 12 | 10 | 11 | 14 | 10 | 9  | 11 | 12 | 14 | 14 | 15 | 14 | 13 | 14 | 14 | 11 | 13 |    |
| Cartagena      | 21       | 22 | 16 | 18 | 21 | 20 | 19 | 20 | 21 | 21 | 21 | 22 | 22 | 22 | 22 | 22 | 22 | 21 | 21 | 21 | 21 | 21 | 22 | 22 | 22 | 22 | 22 | 22 | 22 | 22 | 22 | 22 | 22 | 22 | 22 | 22 | 22 | 22 | 22 | 22 | 22 | 22 |    |
| Castellón      | 18       | 17 | 10 | 14 | 9  | 13 | 10 | 6  | 10 | 5  | 10 | 5  | 8  | 9  | 12 | 11 | 10 | 11 | 8  | 10 | 12 | 13 | 14 | 16 | 17 | 17 | 13 | 14 | 12 | 14 | 15 | 17 | 17 | 15 | 16 | 16 | 16 | 16 | 16 | 16 | 18 | 17 |    |
| Córdoba        | 20       | 15 | 22 | 21 | 15 | 18 | 16 | 16 | 18 | 15 | 17 | 15 | 15 | 16 | 17 | 19 | 19 | 17 | 18 | 16 | 14 | 16 | 13 | 15 | 11 | 15 | 11 | 9  | 9  | 9  | 10 | 9  | 14 | 10 | 10 | 10 | 10 | 9  | 9  | 10 | 13 | 14 |    |
| Deportivo      | 17       | 19 | 15 | 15 | 19 | 19 | 18 | 19 | 17 | 18 | 19 | 20 | 17 | 15 | 16 | 18 | 15 | 15 | 16 | 15 | 17 | 17 | 15 | 17 | 12 | 10 | 12 | 13 | 10 | 11 | 12 | 14 | 11 | 11 | 11 | 11 | 12 | 10 | 12 | 13 | 15 | 15 |    |
| Eibar          | 8        | 6  | 7  | 5  | 3  | 5  | 7  | 9  | 7  | 10 | 7  | 11 | 11 | 13 | 11 | 12 | 11 | 13 | 11 | 12 | 13 | 11 | 10 | 11 | 13 | 14 | 17 | 16 | 15 | 13 | 14 | 12 | 13 | 13 | 12 | 12 | 13 | 15 | 13 | 9  | 9  | 9  |    |
| Elche          | 19       | 21 | 14 | 19 | 18 | 14 | 11 | 13 | 13 | 11 | 11 | 10 | 6  | 8  | 8  | 7  | 6  | 5  | 5  | 5  | 4  | 2  | 4  | 2  | 5  | 3  | 4  | 1  | 5  | 3  | 4  | 3  | 1  | 1  | 1  | 1  | 1  | 1  | 1  | 3  | 2  | 2  |    |
| Eldense        | 4        | 8  | 12 | 7  | 10 | 11 | 8  | 11 | 15 | 16 | 16 | 18 | 19 | 19 | 18 | 15 | 16 | 18 | 19 | 19 | 19 | 19 | 19 | 19 | 19 | 19 | 19 | 19 | 19 | 19 | 19 | 19 | 19 | 19 | 19 | 19 | 19 | 19 | 19 | 19 | 19 | 19 |    |
| Granada        | 16       | 11 | 17 | 16 | 16 | 16 | 17 | 14 | 11 | 6  | 3  | 6  | 9  | 5  | 4  | 4  | 7  | 6  | 10 | 7  | 7  | 8  | 8  | 8  | 8  | 8  | 8  | 8  | 8  | 8  | 8  | 8  | 8  | 8  | 8  | 6  | 6  | 7  | 7  | 7  | 7  | 7  |    |
| Huesca         | 9        | 3  | 1  | 2  | 8  | 4  | 5  | 2  | 3  | 3  | 9  | 9  | 10 | 11 | 13 | 13 | 12 | 9  | 7  | 6  | 6  | 6  | 7  | 7  | 4  | 2  | 3  | 4  | 2  | 5  | 5  | 5  | 5  | 6  | 6  | 7  | 8  | 8  | 8  | 8  | 8  | 8  |    |
| Levante        | 3        | 5  | 5  | 4  | 1  | 6  | 1  | 3  | 4  | 9  | 6  | 2  | 5  | 7  | 7  | 9  | 5  | 7  | 6  | 8  | 8  | 5  | 5  | 4  | 7  | 7  | 7  | 6  | 4  | 2  | 1  | 1  | 2  | 2  | 2  | 2  | 2  | 2  | 2  | 1  | 1  | 1  |    |
| Málaga         | 13       | 13 | 6  | 8  | 7  | 7  | 12 | 12 | 12 | 14 | 14 | 12 | 12 | 10 | 10 | 10 | 14 | 14 | 14 | 11 | 10 | 10 | 11 | 12 | 15 | 16 | 14 | 12 | 13 | 15 | 17 | 15 | 15 | 16 | 17 | 17 | 17 | 14 | 17 | 15 | 16 | 16 |    |
| Mirandés       | 7        | 9  | 9  | 9  | 6  | 8  | 6  | 8  | 6  | 2  | 8  | 3  | 7  | 6  | 5  | 2  | 3  | 2  | 3  | 3  | 2  | 4  | 3  | 6  | 3  | 4  | 1  | 5  | 3  | 1  | 3  | 2  | 4  | 4  | 4  | 5  | 5  | 5  | 3  | 2  | 4  | 4  |    |
| Oviedo         | 6        | 10 | 13 | 17 | 11 | 12 | 9  | 10 | 8  | 7  | 4  | 8  | 4  | 4  | 2  | 5  | 8  | 8  | 4  | 4  | 5  | 7  | 6  | 5  | 6  | 5  | 5  | 2  | 6  | 6  | 6  | 6  | 6  | 5  | 5  | 4  | 4  | 4  | 5  | 4  | 3  | 3  |    |
| Racing Ferrol  | 11       | 14 | 21 | 20 | 20 | 21 | 21 | 21 | 20 | 20 | 18 | 19 | 20 | 20 | 20 | 20 | 20 | 20 | 20 | 20 | 20 | 20 | 20 | 20 | 20 | 20 | 20 | 20 | 20 | 21 | 20 | 21 | 21 | 21 | 21 | 21 | 21 | 21 | 21 | 21 | 21 | 21 |    |
| Santander      | 10       | 12 | 4  | 3  | 2  | 1  | 3  | 1  | 1  | 1  | 1  | 1  | 1  | 1  | 1  | 1  | 1  | 1  | 1  | 2  | 3  | 3  | 2  | 1  | 1  | 1  | 2  | 3  | 1  | 4  | 2  | 4  | 3  | 3  | 3  | 3  | 3  | 3  | 4  | 5  | 5  | 5  |    |
| Sporting Gijón | 14       | 16 | 18 | 11 | 14 | 15 | 13 | 7  | 5  | 8  | 5  | 7  | 3  | 2  | 3  | 3  | 4  | 4  | 9  | 9  | 9  | 9  | 9  | 10 | 9  | 9  | 9  | 10 | 11 | 12 | 13 | 16 | 16 | 17 | 15 | 14 | 15 | 17 | 15 | 17 | 14 | 11 |    |
| Tenerife       | 15       | 20 | 20 | 22 | 22 | 22 | 22 | 22 | 22 | 22 | 22 | 21 | 21 | 21 | 21 | 21 | 21 | 22 | 22 | 22 | 22 | 22 | 21 | 21 | 21 | 21 | 21 | 21 | 21 | 20 | 21 | 20 | 20 | 20 | 20 | 20 | 20 | 20 | 20 | 20 | 20 | 20 |    |
| Zaragoza       | 1        | 1  | 2  | 1  | 4  | 2  | 4  | 5  | 2  | 4  | 2  | 4  | 2  | 3  | 6  | 6  | 9  | 10 | 12 | 13 | 11 | 12 | 12 | 9  | 10 | 11 | 16 | 15 | 17 | 18 | 18 | 18 | 18 | 18 | 18 | 18 | 18 | 18 | 18 | 18 | 17 | 18 |    |

## Kết quả

### Tỷ số
| Nhà \ Khách    | ALB | ALM | BUR | CAD | CAR | CAS | COR | DEP | EIB | ELC | ELD | GRA | HUE | LEV | MAL | MIR | OVI | RFE | RAC | SPO | TEN | ZAR |
| -------------- | --- | --- | --- | --- | --- | --- | --- | --- | --- | --- | --- | --- | --- | --- | --- | --- | --- | --- | --- | --- | --- | --- |
| Albacete       | —   | 2–1 | 2–0 | 3–0 | 3–1 | 0–0 | 1–1 | 2–5 | 0–1 | 1–0 | 0–1 | 0–2 | 3–2 | 0–0 | 2–0 | 3–2 | 2–2 | 2–0 | 2–2 | 3–3 | 2–1 | 2–1 |
| Almería        | 3–1 | —   | 2–0 | 1–1 | 2–1 | 2–5 | 4–0 | 2–1 | 2–2 | 1–1 | 5–0 | 2–1 | 0–0 | 1–0 | 2–2 | 1–0 | 1–1 | 2–1 | 2–0 | 1–1 | 2–0 | 4–1 |
| Burgos         | 1–0 | 3–1 | —   | 2–2 | 3–1 | 0–2 | 3–2 | 0–1 | 1–0 | 0–1 | 1–0 | 2–2 | 2–1 | 2–3 | 0–0 | 0–1 | 1–2 | 1–1 | 2–1 | 0–2 | 1–0 | 1–0 |
| Cádiz          | 1–0 | 2–1 | 1–1 | —   | 5–2 | 0–0 | 2–0 | 2–4 | 0–0 | 0–1 | 1–2 | 1–0 | 4–0 | 0–0 | 2–2 | 3–1 | 2–0 | 0–0 | 0–1 | 1–0 | 2–2 | 0–4 |
| Cartagena      | 0–0 | 1–2 | 0–1 | 1–2 | —   | 2–2 | 0–1 | 1–5 | 0–2 | 0–0 | 0–1 | 2–3 | 1–0 | 0–1 | 0–1 | 1–3 | 0–1 | 0–1 | 1–0 | 1–0 | 1–0 | 1–2 |
| Castellón      | 2–2 | 4–1 | 2–1 | 1–3 | 4–1 | —   | 1–2 | 2–2 | 2–0 | 0–2 | 1–1 | 2–3 | 0–1 | 2–0 | 2–0 | 1–3 | 0–0 | 0–0 | 0–1 | 4–3 | 2–1 | 4–1 |
| Córdoba        | 1–1 | 0–3 | 2–2 | 4–2 | 2–1 | 2–2 | —   | 2–0 | 2–1 | 1–2 | 2–0 | 5–0 | 1–2 | 2–2 | 0–0 | 1–2 | 0–0 | 3–1 | 1–2 | 1–1 | 3–0 | 2–2 |
| Deportivo      | 5–1 | 3–1 | 0–2 | 1–0 | 2–2 | 5–1 | 1–1 | —   | 1–0 | 0–4 | 1–1 | 2–3 | 0–0 | 1–2 | 0–0 | 0–4 | 0–1 | 1–0 | 1–2 | 1–1 | 0–0 | 1–1 |
| Eibar          | 1–1 | 1–0 | 1–0 | 1–0 | 1–0 | 1–0 | 4–1 | 0–1 | —   | 0–2 | 1–0 | 1–1 | 2–1 | 2–2 | 1–0 | 0–1 | 1–1 | 2–0 | 2–2 | 1–3 | 1–0 | 2–1 |
| Elche          | 2–2 | 1–2 | 1–0 | 2–1 | 2–1 | 3–1 | 3–1 | 0–0 | 2–0 | —   | 2–0 | 2–2 | 0–1 | 1–3 | 2–0 | 1–0 | 4–0 | 1–0 | 3–0 | 2–1 | 2–0 | 1–0 |
| Eldense        | 2–0 | 1–0 | 0–0 | 1–4 | 1–2 | 2–3 | 1–1 | 2–0 | 1–3 | 0–0 | —   | 0–3 | 2–1 | 1–2 | 1–0 | 2–2 | 1–1 | 0–0 | 3–3 | 1–2 | 2–1 | 2–3 |
| Granada        | 1–2 | 3–1 | 0–0 | 0–0 | 4–1 | 2–1 | 1–0 | 1–1 | 0–2 | 1–1 | 3–2 | —   | 1–3 | 1–2 | 2–2 | 0–0 | 1–0 | 3–0 | 3–0 | 3–1 | 4–0 | 2–2 |
| Huesca         | 2–2 | 2–2 | 0–1 | 3–1 | 4–0 | 1–1 | 4–1 | 2–1 | 2–1 | 2–1 | 3–2 | 1–1 | —   | 1–2 | 1–0 | 1–0 | 1–2 | 3–1 | 1–3 | 3–2 | 1–0 | 1–1 |
| Levante        | 1–0 | 4–2 | 3–1 | 1–1 | 3–0 | 3–2 | 2–2 | 2–1 | 1–0 | 1–1 | 3–1 | 3–1 | 1–1 | —   | 4–2 | 1–0 | 0–0 | 0–1 | 3–1 | 0–0 | 1–1 | 5–2 |
| Málaga         | 2–1 | 1–1 | 2–2 | 0–2 | 1–0 | 1–0 | 0–1 | 1–1 | 1–0 | 0–3 | 3–0 | 1–0 | 1–0 | 1–1 | —   | 1–1 | 0–0 | 2–0 | 0–0 | 2–1 | 1–0 | 1–2 |
| Mirandés       | 2–0 | 0–0 | 2–1 | 2–2 | 3–1 | 3–2 | 1–0 | 2–2 | 1–0 | 3–0 | 1–0 | 0–1 | 1–0 | 2–1 | 3–2 | —   | 1–0 | 4–1 | 2–1 | 1–1 | 2–0 | 0–0 |
| Oviedo         | 1–0 | 3–2 | 3–1 | 2–1 | 1–0 | 1–0 | 2–3 | 1–2 | 1–0 | 1–1 | 0–0 | 2–0 | 0–3 | 1–0 | 2–1 | 4–1 | —   | 3–0 | 1–3 | 1–1 | 3–1 | 1–0 |
| Racing Ferrol  | 1–4 | 1–4 | 0–1 |     | 0–0 | 1–3 | 0–1 | 0–1 | 0–0 | 1–0 | 1–0 | 0–1 | 0–0 | 0–0 | 2–2 | 0–0 | 1–5 | —   | 1–2 | 0–2 | 1–1 | 1–2 |
| Santander      | 1–1 | 2–2 | 2–0 | 2–3 | 1–2 | 1–1 | 2–0 | 2–1 | 2–2 | 2–0 | 2–2 | 2–1 | 0–1 | 1–0 | 2–1 | 0–1 | 1–1 | 6–0 | —   | 1–0 | 2–1 | 2–0 |
| Sporting Gijón | 0–2 | 1–1 | 2–0 | 2–0 | 3–2 | 2–1 | 2–0 | 2–1 | 0–0 | 1–1 | 0–0 | 1–2 | 2–1 | 1–2 | 1–3 | 3–1 | 3–1 | 1–3 | 1–1 | —   | 1–3 | 1–0 |
| Tenerife       | 3–1 | 0–1 | 0–0 | 2–1 | 2–0 | 2–0 | 2–3 | 0–0 | 1–1 | 1–1 | 0–1 | 2–1 | 2–0 | 0–3 | 0–0 | 1–0 | 0–1 | 0–0 | 0–1 | 1–1 | —   | 2–3 |
| Zaragoza       | 0–1 | 1–2 | 0–1 | 0–0 | 3–2 | 1–2 | 1–1 | 1–0 | 2–2 | 3–0 | 2–4 | 2–1 | 1–1 | 2–1 | 0–0 | 1–0 | 2–3 | 1–0 | 2–3 | 1–1 | 2–2 | —   |

### Bảng thắng bại
- T = Thắng, H = Hòa, B = Bại
- (): Trận đấu bị hoãn
- (T), (H), (B) = Trận đấu bù và kết quả; Trận đấu bù được ghi trong cột nào, ví dụ cột số 15 có nghĩa là đã thi đấu sau vòng 15 và trước vòng 16

| Đội \ Vòng     | 1 | 2 | 3 | 4 | 5 | 6 | 7 | 8 | 9 | 10 | 11 | 12 | 13 | 14 | 15    | 16    | 17 | 18 | 19 | 20 | 21    | Đội            | 22 | 23 | 24    | 25 | 26 | 27 | 28 | 29    | 30 | 31 | 32 | 33 | 34 | 35 | 36 | 37 | 38 | 39 | 40 | 41 | 42 | Đội            |
| -------------- | - | - | - | - | - | - | - | - | - | -- | -- | -- | -- | -- | ----- | ----- | -- | -- | -- | -- | ----- | -------------- | -- | -- | ----- | -- | -- | -- | -- | ----- | -- | -- | -- | -- | -- | -- | -- | -- | -- | -- | -- | -- | -- | -------------- |
| Albacete       | T | T | B | B | B | T | B | H | H | T  | B  | H  | H  | H  | B     | T     | T  | H  | B  | H  | H     | Albacete       | H  | H  | T     | B  | T  | B  | B  | T     | B  | T  | T  | T  | H  | B  | H  | T  | B  | T  | B  | T  | H  | Albacete       |
| Almería        | H | T | H | B | B | H | B | T | B | T  | T  | H  | () | T  | T     | T (T) | T  | H  | T  | T  | H     | Almería        | T  | H  | B     | H  | B  | H  | H  | H     | B  | T  | B  | T  | B  | T  | B  | T  | T  | B  | T  | H  | T  | Almería        |
| Burgos         | T | H | B | T | T | T | H | B | B | B  | H  | B  | B  | B  | B     | T     | B  | T  | H  | H  | T     | Burgos         | H  | B  | ()    | B  | T  | T  | B  | B (T) | T  | T  | T  | H  | T  | H  | H  | B  | B  | T  | B  | B  | H  | Burgos         |
| Cádiz          | B | H | H | T | H | T | B | B | H | B  | B  | T  | B  | H  | T     | H     | B  | B  | T  | H  | H     | Cádiz          | H  | T  | T     | H  | T  | T  | H  | B     | T  | T  | B  | H  | B  | B  | H  | T  | B  | T  | B  | T  | B  | Cádiz          |
| Cartagena      | B | B | T | B | B | B | T | B | B | B  | H  | B  | B  | B  | T     | B     | B  | T  | B  | B  | H     | Cartagena      | H  | B  | B     | B  | B  | B  | B  | B     | B  | B  | H  | H  | B  | B  | B  | B  | T  | B  | T  | B  | B  | Cartagena      |
| Castellón      | B | H | T | B | T | B | T | T | B | T  | B  | T  | () | H  | B     | H (H) | T  | H  | T  | B  | B     | Castellón      | B  | B  | B     | B  | T  | T  | H  | T     | B  | H  | B  | H  | H  | H  | T  | B  | T  | B  | H  | B  | T  | Castellón      |
| Córdoba        | B | H | B | H | T | B | T | H | B | T  | B  | T  | () | H  | B     | H (B) | B  | T  | H  | T  | T     | Córdoba        | B  | T  | B     | T  | B  | T  | T  | T     | H  | H  | H  | B  | T  | H  | H  | H  | T  | B  | B  | B  | H  | Córdoba        |
| Deportivo      | B | B | T | H | B | B | T | H | H | H  | B  | B  | T  | T  | B     | H     | T  | H  | () | T  | B     | Deportivo      | H  | T  | B (H) | T  | T  | B  | H  | T     | H  | H  | H  | T  | T  | H  | H  | B  | T  | B  | B  | B  | B  | Deportivo      |
| Eibar          | T | H | H | T | T | H | B | B | T | B  | T  | B  | B  | B  | T     | B     | T  | B  | T  | B  | H     | Eibar          | T  | H  | B     | B  | H  | B  | H  | T     | T  | H  | T  | H  | H  | H  | T  | H  | B  | T  | T  | T  | B  | Eibar          |
| Elche          | B | B | T | B | H | T | T | B | H | T  | H  | T  | T  | B  | H     | T     | H  | T  | H  | T  | T     | Elche          | T  | H  | T     | B  | T  | H  | T  | B     | T  | H  | T  | T  | T  | T  | H  | H  | T  | B  | B  | T  | T  | Elche          |
| Eldense        | T | H | B | T | B | H | T | B | B | H  | B  | B  | () | B  | T (T) | B     | H  | B  | H  | B  | H     | Eldense        | B  | B  | T     | B  | H  | T  | T  | B     | T  | H  | B  | H  | T  | B  | B  | H  | B  | T  | H  | H  | B  | Eldense        |
| Granada        | B | T | B | H | H | H | H | T | T | T  | T  | B  | B  | T  | T     | H     | B  | T  | B  | T  | H     | Granada        | H  | B  | T     | T  | H  | H  | H  | B     | T  | B  | T  | B  | T  | T  | T  | H  | B  | B  | T  | T  | B  | Granada        |
| Huesca         | T | T | T | B | B | T | B | T | H | H  | B  | H  | () | H  | B (B) | H     | T  | T  | T  | T  | H     | Huesca         | T  | H  | T     | T  | T  | H  | H  | T     | B  | B  | B  | T  | B  | T  | B  | H  | B  | B  | T  | B  | T  | Huesca         |
| Levante        | T | H | H | T | T | B | T | H | B | B  | T  | T  | () | () | H     | H (T) | T  | B  | H  | H  | H (T) | Levante        | H  | T  | T     | B  | H  | H  | T  | T     | T  | T  | T  | B  | T  | H  | T  | B  | H  | T  | T  | T  | T  | Levante        |
| Málaga         | H | H | T | H | T | H | B | H | H | H  | H  | T  | () | T  | H     | H (B) | B  | H  | H  | T  | T     | Málaga         | H  | B  | B     | B  | H  | T  | T  | H     | B  | B  | T  | B  | B  | B  | B  | T  | T  | B  | T  | B  | H  | Málaga         |
| Mirandés       | T | H | H | H | T | B | T | B | T | T  | B  | T  | B  | H  | T     | T     | T  | T  | B  | H  | T     | Mirandés       | B  | T  | B     | T  | H  | T  | B  | T     | T  | H  | T  | B  | B  | H  | B  | T  | T  | T  | T  | H  | T  | Mirandés       |
| Oviedo         | T | H | B | B | T | H | T | H | T | H  | T  | B  | T  | H  | T     | B     | B  | T  | T  | T  | B     | Oviedo         | H  | T  | T     | H  | H  | T  | T  | B     | B  | H  | B  | T  | H  | T  | H  | T  | T  | H  | T  | T  | T  | Oviedo         |
| Racing Ferrol  | H | B | B | H | H | B | B | T | T | H  | H  | H  | () | B  | B     | H (H) | H  | B  | T  | B  | B     | Racing Ferrol  | H  | B  | ()    | T  | B  | B  | B  | B (B) | B  | H  | B  | B  | B  | B  | T  | B  | B  | H  | T  | B  | B  | Racing Ferrol  |
| Santander      | H | H | T | T | T | T | B | T | T | T  | T  | T  | H  | T  | T     | H     | B  | B  | B  | B  | H     | Santander      | H  | T  | T     | T  | B  | B  | H  | T     | H  | T  | B  | T  | B  | H  | T  | T  | B  | H  | B  | H  | T  | Santander      |
| Sporting Gijón | B | H | H | T | B | H | T | T | T | B  | T  | H  | T  | T  | B     | H     | T  | B  | B  | H  | B     | Sporting Gijón | H  | H  | B     | T  | H  | H  | H  | H     | H  | H  | B  | B  | B  | T  | T  | B  | B  | T  | B  | T  | T  | Sporting Gijón |
| Tenerife       | B | B | H | B | B | H | B | T | B | B  | H  | H  | T  | () | B     | B     | H  | B  | () | B  | B (B) | Tenerife       | T  | H  | B (H) | T  | B  | B  | B  | B     | T  | B  | T  | T  | T  | H  | H  | H  | H  | H  | B  | B  | B  | Tenerife       |
| Zaragoza       | T | T | H | T | B | T | B | B | T | B  | T  | B  | T  | H  | H     | H     | B  | H  | B  | B  | T     | Zaragoza       | B  | H  | T     | H  | B  | B  | H  | H     | B  | B  | H  | B  | T  | H  | B  | H  | T  | T  | B  | T  | B  | Zaragoza       |
| Đội \ Vòng     | 1 | 2 | 3 | 4 | 5 | 6 | 7 | 8 | 9 | 10 | 11 | 12 | 13 | 14 | 15    | 16    | 17 | 18 | 19 | 20 | 21    | Đội            | 22 | 23 | 24    | 25 | 26 | 27 | 28 | 29    | 30 | 31 | 32 | 33 | 34 | 35 | 36 | 37 | 38 | 39 | 40 | 41 | 42 | Đội            |

## Play-off thăng hạng
|  | Bán kết | Bán kết          | Bán kết | Bán kết  | Bán kết |   |   | Chung kết       | Chung kết | Chung kết | Chung kết | Chung kết |  |
|  |         |                  |         |          |         |   |   |                 |           |           |           |           |  |
|  | 3       | Oviedo           | 2       | 1        | 3       |   |   |                 |           |           |           |           |  |
|  | 3       | Oviedo           | 2       | 1        | 3       |   |   |                 |           |           |           |           |  |
|  | 6       | Almería          | 1       | 1        | 2       |   |   |                 |           |           |           |           |  |
|  | 6       | Almería          | 1       | 1        | 2       |   | 3 | Oviedo (s.h.p.) | 0         | 3         | 3         |           |  |
|  |         |                  |         |          |         |   | 3 | Oviedo (s.h.p.) | 0         | 3         | 3         |           |  |
|  |         |                  | 4       | Mirandés | 1       | 1 | 2 |                 |           |           |           |           |  |
|  | 4       | Mirandés         | 4       | Mirandés | 1       | 1 | 2 | 3               | 4         | 7         |           |           |  |
|  | 4       | Mirandés         |         |          |         |   |   |                 |           | 7         |           |           |  |
|  | 5       | Racing Santander | 3       | 1        | 4       |   |   |                 |           |           |           |           |  |

### Các trận đấu

#### Bán kết
| Almería       | 1–2      | Oviedo             |
| ------------- | -------- | ------------------ |
| - Arribas 16' | Chi tiết | - Vidal 14', 90+3' |

| Oviedo        | 1–1      | Almería              |
| ------------- | -------- | -------------------- |
| - Cazorla 49' | Chi tiết | - Melero 24' (ph.đ.) |

Oviedo thắng với tổng tỷ số 3–2.
| Racing Santander                                 | 3–3      | Mirandés                             |
| ------------------------------------------------ | -------- | ------------------------------------ |
| - Vicente 40' - Martín 71' - Alonso 90+8' (l.n.) | Chi tiết | - Izeta 31' - Rincón 34' - Reina 56' |

| Mirandés                                                 | 4–1      | Racing Santander |
| -------------------------------------------------------- | -------- | ---------------- |
| - Izeta 7', 70' - Ezkieta 63' (l.n.) - Castro 66' (l.n.) | Chi tiết | - Gueye 12'      |

Mirandés thắng với tổng tỷ số 7–4.

#### Chung kết
Lượt đi
| Mirandés   | 1–0 | Oviedo |
| ---------- | --- | ------ |
| - Reina 3' |     |        |

Lượt về
| Oviedo                                             | 3–1 (s.h.p.) | Mirandés         |
| -------------------------------------------------- | ------------ | ---------------- |
| - Cazorla 39' (ph.đ.) - Chaira 52' - Portillo 103' |              | - Panichelli 16' |

Oviedo thắng với tổng tỷ số 3–2 và được thăng hạng lên La Liga.

## Thống kê

### Ghi bàn hàng đầu
| Hạng | Cầu thủ            | Câu lạc bộ     | Bàn thắng |
| ---- | ------------------ | -------------- | --------- |
| 1    | Luis Suárez        | Almería        | 27        |
| 2    | Joaquín Panichelli | Mirandés       | 21        |
| 3    | Andrés Martín      | Santander      | 17        |
| 4    | Urko Izeta         | Mirandés       | 15        |
| 4    | Yeremay Hernández  | Deportivo      | 15        |
| 6    | Myrto Uzuni        | Granada        | 14        |
| 6    | Alemão             | Oviedo         | 14        |
| 8    | Carlos Arana       | Santander      | 13        |
| 8    | Patrick Soko       | Huesca         | 13        |
| 10   | Raúl Sánchez       | Castellón      | 12        |
| 10   | Juan Ferney Otero  | Sporting Gijón | 12        |

#### Hat-trick
- H (= Home): Sân nhà
- A (= Away): Sân khách

| Stt | Cầu thủ      | Câu lạc bộ | Đối đầu với   | Tỷ số   | Thời gian           |
| --- | ------------ | ---------- | ------------- | ------- | ------------------- |
| 1   | Lucas Pérez  | Deportivo  | Cádiz         | 4–2 (A) | Vòng 17, 30/11/2024 |
| 2   | Myrto Uzuni  | Granada    | Cartagena     | 4–1 (H) | Vòng 20, 17/12/2024 |
| 3   | Luis Suárez  | Almería    | Racing Ferrol | 4–1 (A) | Vòng 20, 18/12/2024 |
| 4   | Urko Izeta   | Mirandés   | Deportivo     | 4–0 (A) | Vòng 21, 22/12/2024 |
| 5   | Ferney Otero | Sporting   | Castellón     | 3–4 (A) | Vòng 38, 5/5/2025   |

### Kiến tạo hàng đầu
| Hạng | Cầu thủ            | Câu lạc bộ | Kiến tạo |
| ---- | ------------------ | ---------- | -------- |
| 1    | Andrés Martín      | Santander  | 18       |
| 2    | Cristian Carracedo | Córdoba    | 11       |
| 2    | Álex Calatrava     | Castellón  | 11       |
| 2    | Carlos Álvarez     | Levante    | 11       |
| 2    | Álex Sancris       | Burgos     | 11       |
| 6    | Iñigo Vicente      | Santander  | 10       |
| 6    | Josan              | Elche      | 10       |
| 8    | Jonathan Dubasin   | Sporting   | 9        |

### Giải thưởng Zamora
Danh hiệu Thủ môn xuất sắc nhất Segunda División. Giải thưởng Zamora được tờ báo Marca trao tặng cho thủ môn có ít bàn thua nhất. Một thủ môn phải chơi ít nhất 28 trận đấu từ 60 phút trở lên mới đủ điều kiện nhận giải.
| Hạng | Cầu thủ            | Câu lạc bộ | Số bàn thủng lưới | Số trận thi đấu | Tỷ lệ |
| ---- | ------------------ | ---------- | ----------------- | --------------- | ----- |
| 1    | Matías Dituro      | Elche      | 33                | 38              | 0,87  |
| 2    | Dani Jiménez       | Huesca     | 28                | 32              | 0,88  |
| 3    | Jonmi Magunagoitia | Eibar      | 29                | 31              | 0,94  |
| 4    | Raúl Fernández     | Mirandés   | 40                | 42              | 0,95  |
| 5    | Aarón Escandell    | Oviedo     | 40                | 41              | 0,98  |
| 6    | Andrés Fernández   | Levante    | 42                | 41              | 1,02  |
| 7    | Alfonso Herrero    | Málaga     | 42                | 40              | 1,05  |
| 8    | Ander Cantero      | Burgos     | 48                | 42              | 1,14  |
| 9    | Helton Leite       | Deportivo  | 43                | 37              | 1,16  |
| 10   | David Gil          | Cádiz      | 41                | 35              | 1,17  |
| 11   | Rubén Yáñez        | Sporting   | 46                | 39              | 1,18  |
| 12   | Jokin Ezkieta      | Santander  | 51                | 42              | 1,21  |

### Kỷ luật[84][85][86]

#### Cầu thủ
- Nhận nhiều thẻ vàng nhất: 20 thẻ
  -  Dion Lopy (Almería)
- Nhận nhiều thẻ đỏ nhất: 2 thẻ
  - 8 cầu thủ

#### Câu lạc bộ
- Nhận nhiều thẻ vàng nhất: 130 thẻ
  - Córdoba
- Nhận ít thẻ vàng nhất: 65 thẻ
  - Deportivo
- Nhận nhiều thẻ đỏ nhất: 9 thẻ
  - Granada
  - Huesca
- Nhận ít thẻ đỏ nhất: 1 thẻ
  - Levante
  - Cartagena

## Giải thưởng

### Giải thưởng hàng tháng
| Tháng    | Cầu thủ của tháng  | Cầu thủ của tháng | Tham khảo |
| Tháng    | Cầu thủ            | Đội               | Tham khảo |
| -------- | ------------------ | ----------------- | --------- |
| Tháng 8  | Andrés Martín      | Santander         | [ 87 ]    |
| Tháng 9  | Álex Sancris       | Burgos            | [ 88 ]    |
| Tháng 10 | Iñigo Vicente      | Santander         | [ 88 ]    |
| Tháng 11 | Alfonso Herrero    | Málaga            | [ 89 ]    |
| Tháng 12 | Patrick Soko       | Huesca            | [ 90 ]    |
| Tháng 1  | Alemão             | Oviedo            | [ 91 ]    |
| Tháng 2  | Javier Ontiveros   | Cádiz             | [ 92 ]    |
| Tháng 3  | Joaquín Panichelli | Mirandés          | [ 93 ]    |
| Tháng 4  | Lucas Boyé         | Granada           | [ 94 ]    |